# 甲基二苯基膦
甲基二苯基膦是一种有机化合物，化学式为C13H13P。它可由甲基溴化镁和二苯基氯化膦在乙醚中反应制得。甲基二苯基氧化膦被苯硅烷还原，也能得到甲基二苯基膦。它和硫或硒反应，可以得到相应的硫化膦或硒化膦。它和氯化镍反应，得到配合物二氯化二(甲基二苯基膦)合镍。